# Calisto Tanzi

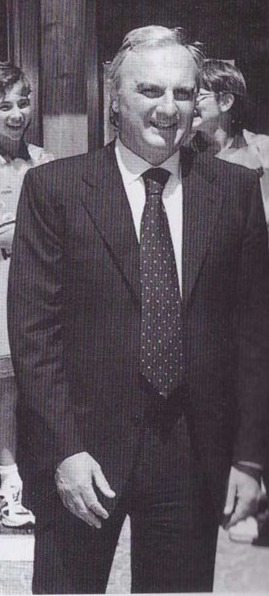
Calisto Tanzi

Calisto Tanzi (* 17. November 1938 in Collecchio; † 1. Januar 2022 in Parma) war ein italienischer Geschäftsmann und der Inhaber zahlreicher Unternehmen, darunter der 1961 von ihm gegründete Lebensmittelkonzern Parmalat.

## Leben
Im Alter von 22 Jahren übernahm Tanzi das Milchunternehmen seines Großvaters, aus dem innerhalb von vier Jahrzehnten die Parmalat-Gruppe mit rund 130 Fabriken für Milch- und andere Lebensmittelprodukte entstand. Zu seinem Unternehmen gehörten auch der FC Parma, ein Tourismusunternehmen und ein Fernsehsender.
2003 wurde er im Zusammenhang mit dem Finanzbetrugsfall von Parmalat, auch als Crack Parmalat bekannt, festgenommen. Im Laufe des Verfahrens stellte sich heraus, dass es ihm gelungen war, ein weitläufiges Korruptionsnetz aufzubauen, das Personen aus Politik, Finanzwesen und Presse mit einbezog.
2008 wurde Calisto Tanzi von einem Gericht in Mailand zu einer zehnjährigen Haftstrafe und einer Schadensersatzzahlung in Höhe von 80.000 Euro wegen Differenzspekulation verurteilt. Sieben Angeklagte, die mit ihm vor Gericht standen, wurden freigesprochen. Weil Tanzi zum Zeitpunkt der Verurteilung schon über siebzig Jahre alt war, war ein Antritt der Haftstrafe zunächst unwahrscheinlich.
Nachdem schon Ende November 2009 in einer italienischen Fernsehshow über die Existenz eines versteckten Privatvermögens von Tanzi spekuliert worden war, führte am 5. Dezember 2009 Tanzis Schwiegersohn Stefano Strini die italienische Steuerfahndung in drei Wohnungskeller in Parma, die als Verstecke für Kunstwerke von van Gogh, Picasso, Monet, Cézanne, Modigliani, Manet (Étude d’arbres) und Degas dienten. Die Behörden schätzten den Wert der beschlagnahmten Kunstwerke auf 100 Millionen Euro.
Im Dezember 2010 wurde Tanzi in einem weiteren Verfahren wegen Insolvenzbetrugs und Bildung einer kriminellen Vereinigung zu 18 Jahren Haft verurteilt.
Die Urteile wurden in dritter und letzter Instanz im Mai 2011 (Differenzspekulation) und März 2014 (Insolvenzbetrug) vom Kassationsgerichtshof bestätigt. Lediglich das Strafmaß wurde wegen teilweiser Verjährung auf acht Jahre und einen Monat Freiheitsentzug im ersten Fall und auf 17 Jahre und fünf Monate im zweiten Fall reduziert.
Tanzi saß jedoch nur zwei Jahre ein, weil ihm im März 2013 wegen seines schlechten Gesundheitszustandes Haftmilderung gewährt worden war und der Rest seiner Freiheitsstrafe in Hausarrest umgewandelt wurde. Bis zu diesem Zeitpunkt war er bereits mehrmals im Krankenhaus in Parma auf der Intensivstation behandelt worden.